# Cook-szigeteki halción
A Cook-szigeteki halción (Todiramphus tutus) a madarak osztályának szalakótaalakúak (Coraciiformes) rendjébe, ezen belül a jégmadárfélék (Alcedinidae) családjába tartozó faj.
Magyar neve forrással nincs megerősítve.

## Rendszerezése
A fajt Johann Friedrich Gmelin német természettudós írta le 1788-ban, az Alcedo nembe Alcedo tuta néven.

## Alfajai
- Todiramphus tutus atiu (Holyoak, 1974) - Atiu sziget (Cook-szigetek)
- Todiramphus tutus mauke (Holyoak, 1974) - Mauke sziget (Cook-szigetek)
- Todiramphus tutus tutus (Gmelin, 1788) - Társaság-szigetek (Francia Polinézia)

Korábban a Mangaia-szigeti halciónt (Todiramphus ruficollaris) (Holyoak, 1974) is alfajának tartották, ma a legtöbb rendszerező ezt külön fajként ismeri el.

## Előfordulása
Francia Polinéziában és a Cook-szigetek területén honos. Természetes élőhelyei a szubtrópusi és trópusi síkvidéki és hegyi esőerdők, mangroveerdők és cserjések, folyók és patakok környékén, valamint ültetvények, szántóföldek és vidéki kertek. Állandó, nem vonuló faj.

## Természetvédelmi helyzete
Az elterjedési területe rendkívül kicsi, egyedszáma 2500-9999 példány közötti és csökken. A Természetvédelmi Világszövetség Vörös listáján mérsékelten fenyegetett fajként szerepel.